# IC 1306
IC 1306 је група звијезда у сазвјежђу Лабуд која се налази на листи објеката дубоког неба у Индекс каталогу.
Деклинација објекта је + 37° 41' 0" а ректасцензија 19h 41m 42,0s.